# Meronimia
La meronimia (del griego μέρος meros, "parte" y ὄνομα onoma, "nombre") es una relación semántica asimétrica entre los significados de dos palabras dentro del mismo campo semántico. Se denomina merónimo a la palabra cuyo significado constituye una parte del significado total de otra palabra, denominada ésta holónimo. 

## Ejemplos
- dedos es un merónimo de manos,
- y manos es merónimo de brazos;

a su vez:
- brazos es holónimo de manos,
- y manos es holónimo de dedos.

Por lo tanto: 
X es merónimo de Y si X forma parte de Y.
X es merónimo de Y si X es una sustancia de Y.